# Bimal Roy
Bimal Roy (en bengalí: বিমল রায়) (Daca, 12 de julio de 1909–Bombay, 8 de enero de 1966) fue uno de los directores de cine más aclamados de la India de todos los tiempos. Es particularmente conocido por sus películas realistas y socialista como Do Bigha Zamin, Parineeta, Biraj Bahu, Madhumati, Sujata, y Bandini, lo que hace de él un importante director del cine hindi. Inspirado por el cine italiano neorrealista , hizo Do Bigha Zameen después de ver, Bicycle Thieves (1948) de Vittorio De Sica. Su trabajo es particularmente conocido por su puesta en escena, que empleó para describir el realismo. Ganó varios premios a lo largo de su carrera, incluyendo once Premios Filmfare, dos premios Nacionales de Cine y el Premio Internacional del Cannes Film Festival. Madhumati ganó 9 premios Filmfare en 1958, el récord que mantenía desde hace 37 años.

## Filmografía

### Director
- Bengal Famine (1943)
- Udayer Pathey (1944)
- Hamrahi (1944)
- Anjangarh (1948)
- Mantramugdhu (1949)
- Pehla Aadmi (1950)
- Maa (1952)
- Parineeta (1953)
- Do Bigha Zamin (1953)
- Naukari (1954 )
- Biraj Bahu (1954)
- Baap Beti (1954)
- Devdas (1955)
- Yahudi (1958)
- Madhumati (1958)
- Sujata (1959)
- Parakh (1960)
- Immortal Stupa (1961)
- Prem Patra (1962)
- Bandini (1963)
- Life and Message of Swami Vivekananda (1964)
- Benazir (1964)
- Gautama the Buddha (1967) - Producido pot Bimal Roy [Director: Rajbans Khanna]

## Premios y distinciones
Festival Internacional de Cine de Cannes
| Año  | Categoría            | Película       | Resultado |
| ---- | -------------------- | -------------- | --------- |
| 1954 | Premio Internacional | Do Bigha Zamin | Ganador   |

### Filmfare Awards
Won seven Filmfare Best Director Awards:
- 1953  por Do Bigha Zamin (Dos acres de tierra)
- 1954  por Parineeta
- 1955  por Biraj Bahu
- 1958  por Madhumati
- 1959  por Sujata
- 1960  por Parakh
- 1963  por Bandini

Won four Filmfare Best Movie Awards:
- 1953  for Do Bigha Zamin
- 1958  for Madhumati
- 1959  for Sujata
- 1963  for Bandini

### National Film Awards
- 1954: Certificate of Merit: Do Bigha Zamin[4]
- 1955: All-India Certificate of Merit: Biraj Bahu[5]
- 1956: Certificate of Merit: Devdas[6]
- 1959: Best Feature Film in Hindi: Madhumati[7]
- 1960: All-India Certificate of Merit: Sujata[8]
- 1963: Best Feature Film in Hindi: Bandini

### Cannes Film Festival
Nominated for Grand Prize of the Festival:
- 1953 por Do Bigha Zamin

Nominated for Palme d'Or:
- 1955 por Biraj Bahu
- 1960 por Sujata